# Chinesischer Staatszirkus
Der Chinesische Staatszirkus (eigene Schreibweise aber Staatscircus) ist ein Wanderzirkus, der 1952 in der chinesischen Stadt Qiqihar gegründet wurde. Sein Ziel besteht darin, die chinesische Zirkuskunst im Ausland bekannt zu machen. Das Programm besteht im Wesentlichen aus Akrobatikeinlagen. Obwohl in China auch Tiernummern im Zirkus zu sehen sind, wird bei Auslandstourneen gänzlich darauf verzichtet. Alle auftretenden Künstler stammen aus China und sind nach der chinesischen Ma-Xi-Tradition ausgebildet.
Bei seinen Auftritten werden neben aus den chinesischen Kampfkünsten sowie der Peking-Oper abgeleitete Akrobatiknummern auch klassische Einlagen am Trapez gezeigt.

## Produktionen auf Deutschlandtournee
- 2013: Mei-Li[1]
- 2014: Guangxi Acrobats „New Generation“[2]